# Very (Mondkrater)
Very ist ein kleiner Einschlagkrater auf der nordöstlichen Mondvorderseite in der Ebene des Mare Serenitatis, östlich des Kraters Sarabhai.
Unmittelbar östlich von Very verläuft ein Teil der Höhenrücken der Dorsa Smirnov, deren ungefähre Mitte Very bezeichnet.
Der Krater wurde 1973 von der IAU nach dem US-amerikanischen Astronomen Frank W. Very offiziell benannt.